# Rita de Cascia
Margherita Mancini, cunoscută ca sora Rita din Cascia (în italiană: sorella Rita da Cascia), în mod obișnuit cunoscută sub numele de Sfânta Rita, (n. mai 1381, Roccaporena, Umbria, Italia - d. 22 mai 1457, Cascia, Umbria, Italia), a fost o călugăriță catolică italiană din ordinul Augustinienilor. Corpul său intact se află în Basilica Sfânta Rita de Cascia. A fost beatificată în 1628 de către papa Urban al VIII-lea, apoi canonizată la 24 mai 1900, de papa Leon al XIII-lea. Este sărbătorită, în fiecare an, la 22 mai.

## Tinerețea
Margherita, unica fiică a familiei lui Antonio Lotti și Amata Ferri, s-a născut în Roccaporena, cătun al localității Cascia, în eparhia Spoleto, în Umbria (Italia). Conform legendei, un roi de albine albe se învârtea în jurul bebelușului care dormea în leagăn a doua zi după botez. I-au pus miere în gură, fără a-i face vreun rău. Familia a fost mai surprinsă decât îngrijorată. În Laarne / Laerne, în apropiere de Gent / Gant (Belgia), se poate vedea o statuie a Sfintei Rita înconjurată de albine.
Se știu puține lucruri despre părinții Ritei, în afară de faptul că ei erau supranumiți „purtătorii de pace ai lui Isus Cristos”. Ei jucau rolul de mediatori între clanuri și familii, pentru a le face să uite exigențele vendettei. Rita nu a uitat niciodată acest exemplu. De la vârsta de 16 ani, ea s-a gânditla viața de călugăriță, însă părinții săi deciseseră altfel. Ei îi aranjaseră căsătoria cu un tânăr bogat și nobil, din regiune, Paul Mancini. Deși i-a rugat să o lase să intre în mănăstire, a trebuit să se căsătorească cu el în 1399 și a fost mama gemenilor, Jacques-Antoine și Paul-Marie. Paul era iute la mânie și, deși se pare că se înmuiase de la nașterea copiilor săi, își făcuse dușmani în zonă. Timp de 18 ani Margherita s-a rugat ca soțul ei să se convertească. Ea a urcat calvarul rugându-se pentru convertirea nevrednicului ei soț. După optsprezece ani, minunea s-a produs. Într-o noapte, în 1412, Paul a fost asasinat. Unele relatări vorbesc despre o ambuscadă, altele despre o ceartă pe care ar fi provocat-o și la finalul căreia ar fi fost ucis.
Rita a continuat să se dedice copiilor ei, însă aceștia erau hotărâți să răzbune moartea tatălui lor. A încercat să-i facă să-și schimbe hotărârea și să-i facă să înțeleagă că ar face o crimă. Ea s-a rugat să renunțe la planurile lor și i-a cerut lui Dumnezeu să le ia viața, mai degrabă decât să ajungă ca tatăl lor. Șase luni mai târziu, cei doi fii ai lor au murit din cauze naturale, măturați de o epidemie de ciumă, după ce au implorat iertare de la mama lor.

## Viața religioasă

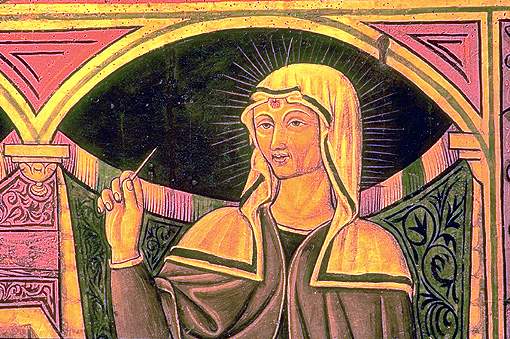
Sfânta Rita de Cascia.

În 1420, rămânând singură, Rita a vrut să intre în călugărițele Augustiniene la Sfânta Mănăstire - Maria Magdalena din Cascia. A fost respinsă, deoarece constituțiile ordinului interziceau primirea văduvelor. În plus, familia soțului ei și cea a criminalului ei nu s-au împăcat. Mănăstirea se temea de represalii. Dar Rita a insistat și în cele din urmă a fost admisă, însă cu o singură condiție: a trebuit să-și împace familia și ucigașii soțului ei. Ea a urmărit acest obiectiv, care s-a dovedit dificil. Când cele două clanuri și-au acordat reciproc iertare în fața episcopului de Cascia (ea avea atunci 36 de ani), i s-a permis să intre în mănăstire, unde a rămas până la moartea sa, survenită în 1457.
Călugăriță, Rita a încercat să trăiască până la capăt cerințele stării sale: viață de rugăciune, ascultare, sărăcie și penitență. Se relatează că în urma unei predici despre Patimile lui Cristos, susținută de Sfântul Jacques de la Marche, ea i-a cerut lui Dumnezeu să o facă să participe, în trupul ei, la suferințele lui Cristos. A fost ascultată și un ghimpe din coroana lui Cristos, în fața căruia se ruga, s-a desprins și i s-a înfipt pe frunte. Iată de ce Sf. Rita este reprezentată cu o rană incurabilă pe frunte. Stigmatizată prin acest semn, ea a suportat calvarul pe care îl ceruse.
Rita s-a aflat în slujba celor mai săraci din Cascia, care au beneficiat de calitatea carității ei. A plecat la Roma în 1450 pentru jubileu sau „anul de aur” pe care Papa îl hotărâse pentru a-i mulțumi lui Dumnezeu că a eliberat țara de toate războaiele. La vârsta de 69 de ani, a călătorit împreună cu niște surori pe distanța de 180 de kilometri care le despărțeau de centrul creștinătății.
Pe patul de moarte, Rita îi cere verișoarei sale să meargă să-i culeagă un trandafir. Deși era în miezul iernii, rudenia sa găsește trandafirul; acest episod este la originea numeroaselor reprezentări ale sfintei răspândind trandafiri, simbol al harurilor pe care le obține pentru cei care au încredere în mijlocirea ei.A murit la 22 mai 1457, la vârsta de 76 de ani. Încă din ziua morții ei, oamenii din Cascia au proclamat-o sfântă pe această mică „servă a lui Dumnezeu”, cu mult înainte ca Biserica Catolică să o recunoască ca atare. Oamenii din Cascia asistaseră la miracole și minuni inexplicabile.

## Beatificare și canonizare

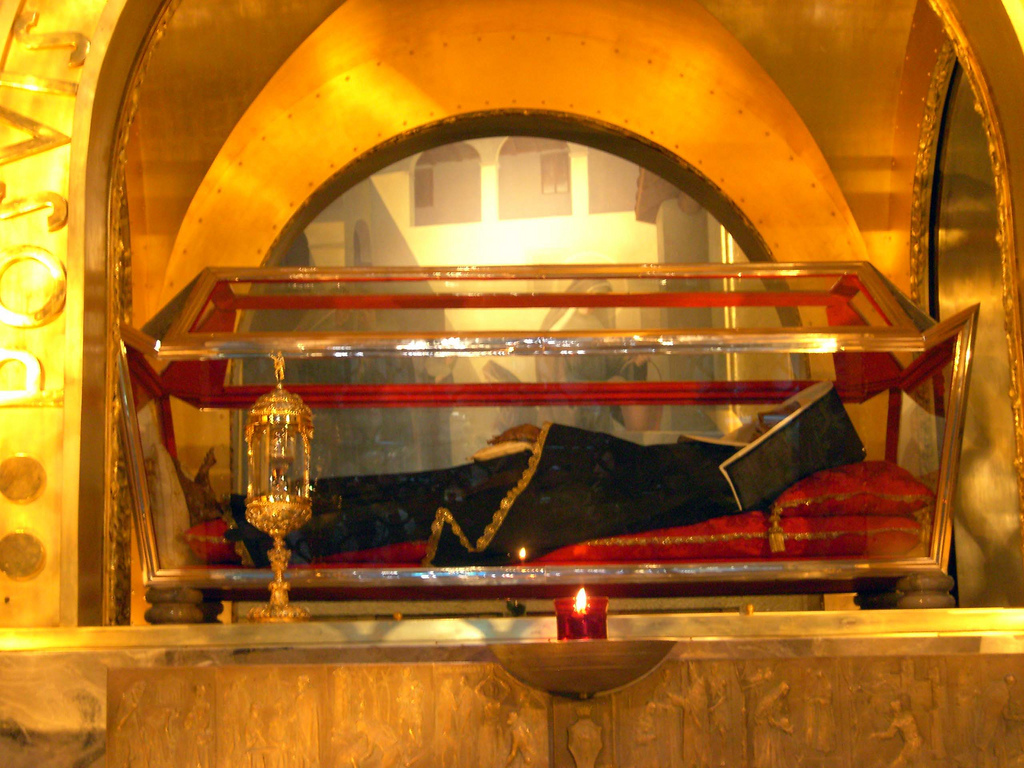
Racla corpului Sfintei Rita la Cascia.

- A fost beatificată în 1628 de papa Urban al VIII-lea, iar secretarului particular al acestuia, cardinalul Fausto Poli, născut la circa 15 kilometri de Cascia, i se datorează dezvoltarea cultului sfintei, autorizat de Sfântul Scaun începând din 1672.
- Papa Leon al XIII-lea a canonizat-o la 24 mai 1900.
- Sfânta Rita din Cascia este sărbătorită la 22 mai, în fiecare an. Este invocată îndeosebi în cazurile disperate / imposibile.

## Corpul său
În Cascia, rămășițele muritoare ale sfintei sunt adăpostite în spatele unei porți mari din fier forjat, în capela în stil neobizantin dedicată ei. Ele sunt păstrate într-un relicvar de sticlă și argint, în bazilica sfințită ca biserică la 18 mai 1947 și ridicată la rangul deca bazilică de papa Pius al XII-lea la 1 august 1955. Bazilica este legată de fosta mănăstire Sainte-Marie-Madeleine. Studii medicale recente au confirmat prezența pe zona frontală a unei leziuni osoase (poate o osteomielită); piciorul drept arată semnele unei boli de care a suferit în ultimii săi ani de viață, poate asociate unei sciatici; ea avea înălțimea de 157 cm; fața, mâinile și picioarele sunt mumificate, în timp ce restul corpului său, îmbrăcat în haine de augustiniene, nu mai este decât un schelet.

## Venerare - Patronaj

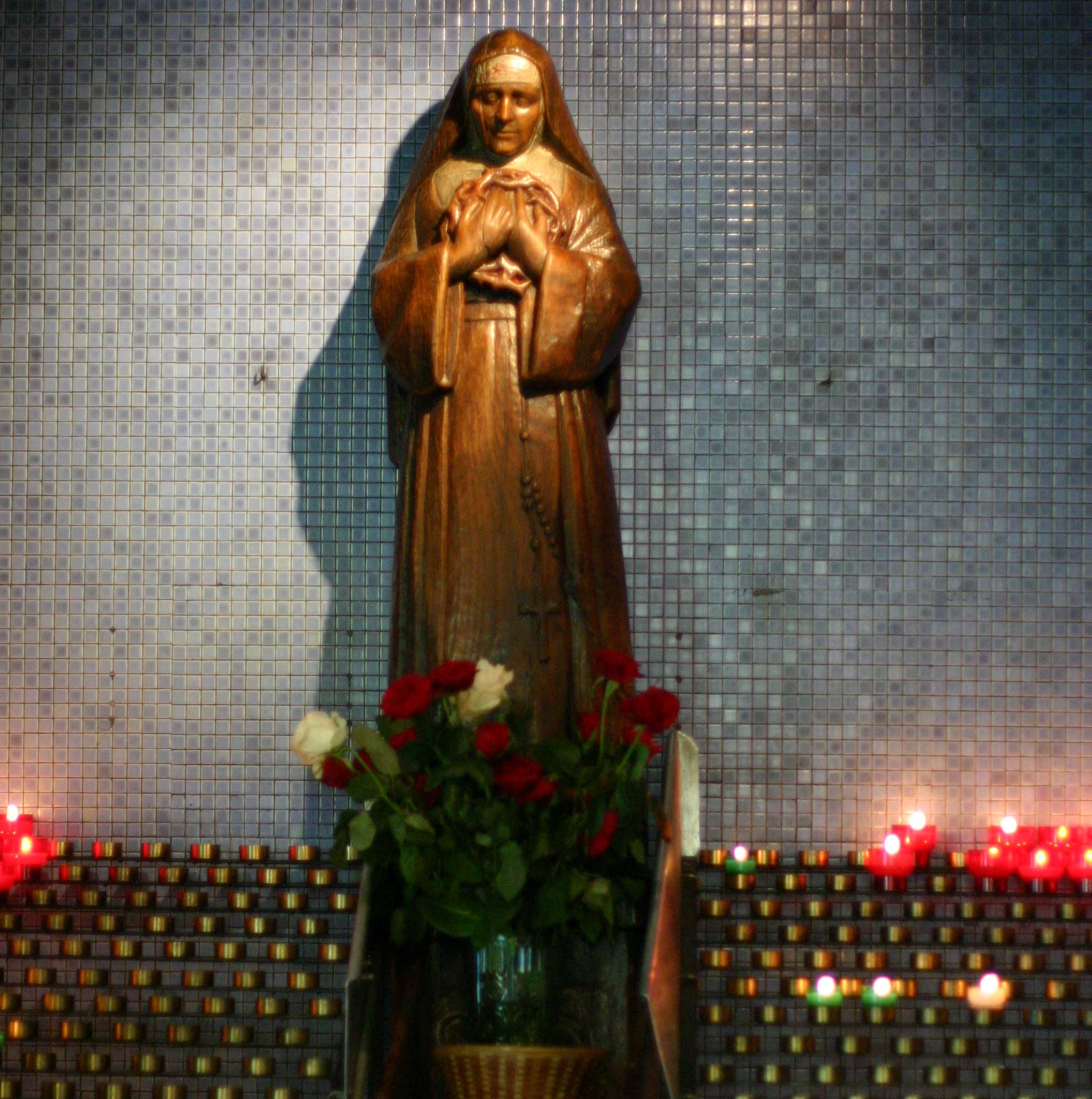
Sfânta Rita de Cascia, Capela Sfânta Rita (Paris).

În onoarea sa a fost ridicat un sanctuar la Cascia, la începutul secolului al XX-lea. Este un loc de pelerinaj în Umbria foarte frecventat, precum și casa sa natală. Sfânta Rita, ca și sfântul Iuda, este avocata «cazurilor disperate». Biserica Santa Rita da Cascia alle Vergini din Roma, datând din secolul al XVII-lea, îi poartă și ea numele.